# فورزا هورايزون 3
كمخومنتا
فورزا هورايزون 3 (بالإنجليزية: Forza Horizon 3)‏، هي لعبة فيديو إلكترونية من نوع سباقات السيارات، طورها بلاي غراوند غيمز البريطانية، وسينشر الشركة الناشرة للعبة مايكروسوفت ستوديوز في المتجر الرسمي بتاريخ 27 سبتمبر سنة 2016م، وتعمل لنظامي إكس بوكس ون ومايكروسوفت ويندوز.